# Gymnopleurus asperrimus
Gymnopleurus asperrimus är en skalbaggsart som beskrevs av Felsche 1909. Gymnopleurus asperrimus ingår i släktet Gymnopleurus och familjen bladhorningar. Inga underarter finns listade i Catalogue of Life.